# Бале (Эфиопия)

Бале на карте Эфиопии

Бале (амх. ባሌ) — бывшая провинция (регион) Эфиопии, существовавшая в 1960—1994 годах. Располагалась в юго-восточной части страны. Столица — город Гоба.
Провинция Бале была образована в 1960 году путём выделения из провинции Харэрге.
По данным 1970 года провинция Бале имела следующее административное деление:
| Субпровинции                   | Районы |
| ------------------------------ | --- |
| 1. Гэнале (центр — Додола)     | 1. Адаба (центр — Адаба) 2. Додола (центр — Додола) 3. Кокоса (центр — Кокоса) 4. Нэнсэбо (центр — Нэнсэбо)                                                |
| 2. Дэло (центр — Мэна)         | 1. Арэна-Булуке (центр — Ангэнту) 2. Бэрбэре (центр — Бэлай) 3. Гура-Дамоле (центр — Харо-Дыбе) 4. Дэло (центр — Мэна) 5. Меда-Мэлабу (центр — Оборсо)     |
| 3. Уаби (центр — Гинир)        | 1. Гинир (центр — Гинир) 2. Голельча (центр — Голельча) 3. Лага-Хида (центр — Бэльту) 4. Райите (центр — Тэдэча-Алем)                                      |
| 4. Фасиль (центр — Гоба)       | 1. Агарфа (центр — Агарфа) 2. Гассэра (центр — Гассэра) 3. Гоба (центр — Гоба) 4. Горо (центр — Горо) 5. Дыншо (центр — Дыншо) 6. Синана (центр — Роби)    |
| 5. Эль-Кэре (центр — Эль-Кэре) | 1. Афыкэр (центр — Афыкэр) 2. Бэрэй (центр — Бэрэй) 3. Ими (центр — Ими) 4. Сэрэр (центр — Эль-Кэре) 5. Уойб (центр — Шерэти) 6. Харгэле (центр — Харгэле) |

В 1974 году провинция Бале была, как и все провинции Эфиопии, преобразована в регион.
В 1994 году после введения нового административного деления Эфиопии регион Бале был упразднён, а его территория разделена между регионом Сомали и регионом наций, национальностей и народов Юга.